# Латана-Велика
Латана-Велика (пол. Łatana Wielka, нім. Groß Lattana) — село в Польщі, у гміні Вельбарк Щиценського повіту Вармінсько-Мазурського воєводства.
Населення — 93 особи (2011).

## Демографія
Демографічна структура станом на 31 березня 2011 року:
|          | Загалом | Допрацездатний вік | Працездатний вік | Постпрацездатний вік |
| -------- | ------- | ------------------ | ---------------- | -------------------- |
| Чоловіки | 50      | 11                 | 31               | 8                    |
| Жінки    | 43      | 15                 | 17               | 11                   |
| Разом    | 93      | 26                 | 48               | 19                   |